# 阮思僴
阮思僴（越南语：／；1822年—1890年），原名阮文富（越南语：／），字恂叔（越南语：／），號石農（越南语：／），越南阮朝官員。

## 生平
阮思僴是北寧省慈山府東岸縣會阜總榆林社（今屬河內市東英縣枚林社）人，明命三年（1822年）出生，嘉隆六年鄉貢阮案之孫、嘉隆十二年鄉貢阮志管之子。紹治三年（1843年），阮思僴參加河內場鄉試，考中舉人。紹治四年（1844年），考中二甲進士出身。
阮思僴初任翰林院修撰。紹治六年（1846年），任寧順知府。嗣德元年（1848年），回到京師任給事中，不久改任集賢院侍讀，充任經筵起居注。嗣德十年（1857年），回鄉祭祖省親，順便奉命訪查北圻珥河治理情況。回京後上疏治河十條。同年冬，治河十條獲得有司認可，阮思僴以本銜負責珥河堤政，同時負責疏浚天德江。後升任吏部右侍郎，仍留在北圻負責堤政。嗣德十五年（1862年），北圻爆發謝文奉起義，阮思僴調任參辦海安軍務，參與鎮壓。但阮思僴在軍務中無功，被朝廷免去一切職務，以白身效力軍前，他由是藉口生病請假回鄉。
嗣德十八年（1865年），阮思僴起復為翰林院修撰，不久又調任集賢院侍讀，後升鴻臚寺少卿，辦理戶部。嗣德二十一年（1868年），升任鴻臚寺卿，充如清副使，隨黎峻、黃竝出使清朝。回國後任光祿寺卿，不久又署理吏部左侍郎，充辦閣務。嗣德二十五年（1872年），升授吏部參知，代理吏部尚書一職，充任國史館副總裁、兼管國子監，仍兼領內閣事務。
嗣德二十六年（1873年），阮思僴升署吏部尚書，充機密院大臣。同年夏，阮廷希望能與法國媾和，用金錢贖回被法國佔據的南圻。廷舉推選他出任如西正使，他上疏力陳得失，反對議和，因而阻止了該任命。嗣德二十八年（1875年），因事免職，發往河內彰德山防屯墾田地。嗣德三十一年（1878年），正逢嗣德帝五十大壽，阮思僴以文學見長的緣故，被起復為翰林院侍讀學士，充管翰林院。後加戶部左侍郎銜，仍充管翰林院。嗣德三十四年（1881年），阮思僴以久病請辭歸鄉。同慶元年（1886年），起復為寧太總督，在任一年，又引病辭歸故里。
成泰二年（1890年），阮思僴去世，得年六十八歲。

## 著作
阮思僴文學見長，著述頗豐，有《石農詩集》、《石農文集》、《石農全集》、《燕軺詩草》、《燕軺文草》、《如清日記》、《中州瓊瑤集》、《小雪山房集古錄》、《石農叢話》、《河防奏議》等，並參與《欽定越史通鑑綱目》的審定。

## 子女
- 子阮堪，進士
- 子阮㙨，舉人
- 子阮晉境，舉人
- 子阮巽塏，舉人